# 镰羽瘤足蕨
镰羽瘤足蕨（学名：Plagiogyria falcata）也称华南瘤足蕨、狭叶瘤足蕨、倒叶瘤足蕨，为瘤足蕨科瘤足蕨属下的一个种。